# Латвийска първа лига
Латвийската първа лига е второто ниво на латвийския професионален футбол и се организира от Латвийската Футболна Федерация. От 2007 насам турнирът е известен като Трафик 1. лига заради рекламната компания "Traffic auto advert", която е спонсор на турнира.

## Формат
В Първа лига играят 15 тима. По време на сезон всеки играе срещу всеки по 2 пъти – веднъж като домакин и веднъж като гост. Така в края на сезона всеки от отборите е изиграл обща бройка от 28 мача. В края на сезона най-добре класиралия се тим получава директна промоция за Вирслигата. Втория най-лошо класирал се тим във Вирслигата и втория най-добре класирал се в Първа лига играят плейоф за участие във Вирслигата. Плейофът се състои от 2 мача при разменено гостуване. При равенство в общия резултат се гледат головете на чужд терен, а ако и те са равни се стига до дузпи. Най-лошо класирали се тима от Първа лига изпадат във Втора лига.